# Жерме, Оливье де
Оливье Жак Мари де Жерме де Сирфонтэн (фр. Olivier Jacques Marie de Germay de Cirfontaine; род. 18 сентября 1960, Тур, Франция) — французский прелат. Епископ Аяччо с 22 февраля 2012 по 22 октября 2020. Архиепископ Лиона с 22 октября 2020. 